# Nossa Senhora da Graça com o Menino, Santa Julita e São Querito (Francisco Henriques)
Nossa Senhora da Graça com o Menino, Santa Julita e São Querito é uma pintura a óleo sobre madeira de carvalho pintada cerca de 1508-11 pelo pintor de origem flamenga activo em Portugal no período do Manuelino Francisco Henriques para a Igreja de São Francisco (Évora) e que se encontra actualmente no Museu Nacional de Arte Antiga, em Lisboa.
A pintura Nossa Senhora da Graça com o Menino, Santa Julita e São Querito representa a Virgem Maria entronizada com o Menino Jesus ao colo tendo a seu lado os mártires Ciríaco e Julita em estilo de Sacra conversazione.
A Igreja de S. Francisco pertencia ao Convento franciscano de Évora mas servia o Palácio Real que lhe estava adjacente sendo compreensível que a família real a quisesse dignificar dado que nela assistia a celebrações litúrgicas quando estava nesta cidade, o que foi frequente durante a segunda dinastia portuguesa. E foi assim que entre 1508 e 1512 Francisco Henriques se encarregou da decoração desta Igreja, que incluiu, para além do Políptico do Altar-mor, grandes painéis para as capelas laterais com diversas invocações tendo a pintura Nossa Senhora da Graça com o Menino, Santa Julita e São Querito sido uma das obras dessa campanha.

## Descrição
A Virgem Maria e o Menino Jesus estão representados no centro da composição, estando Maria sentada sob um docel de brocado de ouro no topo do qual está inscrita em letras góticas a expressão: «MARIA MATER GRACIE MATER MISERICORDIE» ("Maria, mãe de graça, mãe de misericórdia"). Enquanto as outras figuras estão aureoladas, Maria está coroada vestindo uma ampla túnica vermelha com canhões de pele nas mangas, tendo os pés assentes numa almofada de brocado dourado rematada nas pontas por borlas pretas. O Menino Jesus está ao colo da mãe vestido de verde e folheando o livro que Maria segura com a mão direita sentado sobre uma almofada também de brocado dourado e com borlas negras.
No lado esquerdo, de pé, Santa Julita (ou Julieta) tem vestida uma túnica escura com canhões amarelos e a cabeça coberta com um toucado branco. Na mão direita segura um rosário de contas vermelhas e quatro pregos, uma alusão ao seu martírio, enquanto com a outra mão segura uma dobra da túnica. No lado direito, também de pé, o ainda criança São Querito (ou Ciríaco) ostenta tal como a mãe Santa Julita, na mão esquerda alguns pregos do seu martírio, tendo ainda dois outros pregos espetados nos ouvidos.
No pavimento de mosaicos polícromos estão inscritos os nomes das três figuras, «Santa Maria da Graça», «Santa Julita» e «São Querito», enquanto que na parte superior da pintura, a toda a sua largura, num grande rolo branco desenrolado, de que uma das pontas parece sair da mão direita de Santo Quirito, pode ler-se a legenda: «ne timeas mater dns ihs cujus nos qui ipse est rex etns».
A cena decorre num espaço aberto para o exterior através de um muro com rebordo superior de tom mais escuro  a toda a largura do quadro, para além do qual, atrás do dossel, está uma armação de madeira onde cresceu uma trepadeira com flores vermelhas.
Dos doze painéis que ornamentavam as capelas laterais da Igreja de São Francisco de Évora somente seis chegaram ao presente sendo Nossa Senhora da Graça com o Menino entre Santa Julita e São Querito um deles juntamente com Nossa Senhora das Neves (MNAA), Pentecostes (MNAA), O Profeta Daniel Julgando a Casta Susana (Museu Regional de Évora), Aparição de Cristo a Maria Madalena (MNAA) e São Cosme, São Tomé e São Damião (MNAA), todos eles marcados pela monumentalidade das figuras principais próximas do tamanho real.

## Apreciação
Segundo Baptista Pereira e JAF, esta pintura associa à devoção mariana os dois mártires Santa Julita e o seu filho São Querito que deram a vida pela fé católica em Tarso, Capadócia, durante as perseguições de Diocleciano, e que são os padroeiros respectivamente dos tintureiros e dos cirieiros.
Para estes historiadores esta Sacra Conversazione, bem como a pintura Nossa Senhora com o Menino, São Bento e São Bernardo da Ribeira Brava (Madeira) que desta deriva, mostram muitos pontos de contacto com outra pintura realizada pelo pintor lombardo Vincenzo Foppa que se encontra na Pinacoteca de Brescia na qual se evidenciam características de Leonardo da Vinci como o sfumato e o claro-escuro. Isto permite basear a hipótese de alguma assimilação de elementos da arte italiana por parte de Francisco Henriques não apenas ao nível da utilização da luz referida por vários autores como nos esquemas compositivos e em determinados motivos, como as majólicas.